# Геология Кыргызстана
Геология Кыргызстана начала формироваться в протерозое. Страна пережила длительные подъёмы рельефа, сформировавшие горы Тянь-Шаня и большие бассейны, заполненные наносами[страница не указана 1375 дней].

## Геологическая история, стратиграфия и тектоническое строение
Докембрий в Кыргызстане ещё недостаточно изучен. Геологи предполагают, что территория Северного Туркестана образовалась на окраине протерозойского континента Балтика-Сибирь. Таримский блок мог принадлежать Гондване, судя по палеонтологическим данным. Хотя палеомагнитные данные для гор Тянь-Шаня отсутствуют, некоторые выдвинули гипотезу, что океан, закрытый для образования Туркестанской области, мог быть ответвлением прототихоокеанского океана. Палеозойские породы в горах Тянь-Шаня — это остатки сросшихся островных дуг, в основном начиная с ордовика.
В течение эдиакария Северный Туркестан был частью системы Кипчакской островной дуги между Восточно-Европейским и Сибирским континентами, разделенной Терксейским задуговым бассейном, который возник как рифтовый бассейн. Горы Западного Тянь-Шаня начали формироваться в герцинский период. Киргизский блок образовался в среднем ордовике с закрытием Терксейской впадины, а затем претерпел деформации. Крупнозернистые отложения молассы несогласно залегают на кровле связанных с субдукцией интрузий гранитов и вулканических пород. К северу и югу от Терксейского шва, образовавшегося во время этого события, образовались граниты позднего ордовика, связанные с коллизией.
В силурийском периоде сандалашская магматическая дуга осталась вдоль южной окраины Киргизского блока. Туркестанская океаническая кора была субдуцирована под Сандалашскую магматическую дугу. К раннему девону магматическая активность происходила в горах Северного Тянь-Шаня, в результате субдукции туркестанской коры. Отложения происходили в мелководных морях и на окраине Тарим-Алайского блока.
Магматическая активность возобновилась в каменноугольном периоде с распространением в Туркестанском океане субдукции. К концу карбона произошло столкновение между Тарим-Алайским микроконтинентом и Киргизским блоком, в результате чего на вершине пород Тарим-Алайского фундамента возникли большие шарьяжи с офиолитовыми отложениями. Магматизм продолжался на протяжении пермского периода в горах Тянь-Шаня, сопровождавшегося деформацией и отложением молассовых отложений в различных бассейнах.
Геологи выделяют ряд тектонических особенностей палеозоя: линия Николаева, Таласско-Ферганский разлом, Туркестанский шов и Тескей-Ала-Тоо.

### Мезозой-кайнозой (251 миллион лет назад — настоящее время)
В начале мезозоя в триасовом периоде стали развиваться депрессии, накапливающие мощные угленосные месторождения. Восточно-Ферганский угольный бассейн был выровнен по Таласо-Ферганскому сдвигу. Западный край бассейна имеет отложения дельты, в то время как центр бассейна отражает глубоководные отложения. Материал и окаменелости продолжали накапливаться в юрском периоде.
Мелководный бассейн покрыл регион в меловом периоде, оставив позади фауну солёной воды к западу от Талас-Ферганского разлома. Аллювиальные отложения отмечают края соленого озера, а меловые отложения накапливаются до 500 метров толщиной. Озеро превратилось в мелководное внутриконтинентальное море, продолжавшееся до кайнозоя . Отложения лагуны накапливались в течение эоцена, пока море не начало отступать в конце палеогена. Отступление было вызвано присоединением Индии к Азии. Осадочные породы мелового-эоценового возраста в Ферганской долине имеют мощность до 2 километров, а в олигоцене весь регион переместился в лагунные и континентальные отложения.
К востоку от Ферганской долины не имеется отложений мелового или палеоценового периода. Континентальные отложения здесь накапливались с эоцена, образовав глину, алевролит и песчаник с прослойками более тонких слоев гипса, мергеля, конгломерата и известняка в речных долинах, образовавшихся в центральных горах Тянь-Шаня в олигоцене и миоцене. Мощность этих отложений варьируется от нескольких метров до нескольких километров. Наибольшей мощности они достигают в 4 километра в бассейнах Ферганы, Ат-Баши и Нарына.
Тектоническая активность быстро возобновилась в конце плиоцена, что привело к размыву континентальных отложений в межгорные бассейны в четвертичный период. Складчатость переросла в четвертичный период в Тянь-Шане, поскольку изменения климата привели к ледниковым периодам плейстоцена. Большинство хребтов горного хребта представляют собой асимметричные антиклинали, ограниченные взбросами и надвигами. Складчатость и надвиг часто ориентированы на крупные впадины, такие как Ферганская долина или Таримская впадина.

## Сейсмическая активность
Из-за тектонической активности, начиная с плиоцена, в Кыргызстане регулярно наблюдается интенсивная сейсмическая активность. С 1865 года произошло более 11 землетрясений магнитудой 6 или более по шкале Рихтера. Наибольшая активность сосредоточена в Киргизском хребте, хребте Кюнгей-Ала-Тоо и Ферганском хребте.

## Геология полезных ископаемых
Кыргызстан имеет значительные месторождения сурьмы и ртути, расположенные у городов Чаувай, Кадамжай и Айдаркен. Основные типы отложений распространены на контакте известняков каменноугольного периода с вышележащими силурскими сланцами и покровами девонских песчаников. Месторождения лиственита обычно связаны с серпентиновым меланжем. Контактный метаморфизм имеют скановые месторождения золота, гидротермального золота, пегматита, олово, касситерит-кварцевая и железная руда в протерозойских сланцах также обычны вместе, с меньшими количествами цинка, алюминия, свинца, ванадия и урана.
В промышленных количествах нефтегазовые месторождения имеются в Ферганской долине в осадочных породах юрского, мелового, палеогенового и неогенового возраста. Нефть имеет низкое содержание серы, а природный газ является сухим и с содержанием метана до 72 %. Южно-Ферганский бассейн, Узгенский бассейн, Кавакский бассейн и Южный Иссык-Кульский бассейн имеют залежи угля триасового и юрского периодов, сформированные в континентальных условиях, с 70 % долей каменного угля.